# Diskriminantna analiza
Diskriminantna analiza je varijacija analize mnogostruke linearne regresije za predviđanje učestalosti ili neučestalosti nekog događaja.
Na račun nenumeričke prirode predikanta diskriminantna se analiza koristi kao vrsta regresijske funkcije koja se obično izvodi na takav način da pozitivne vrijednosti funkcije odgovaraju "učestalosti", a negativne vrijednosti "neučestalosti." U meteorologiji se, primjerice, učestalost oborina (predikant) može povezati s veličinama vertikalne brzine, temperature rosišta, promjene tlaka i ostalih varijabli (predikatori) kroz diskriminantnu funkciju. Vrijednosti funkcije ispod i iznad praga vrijednosti (obično je to nula) mogu se koristiti za predviđanje oborinske učestalosti.
Diskriminantna analiza je tehnika u statističkim ispitima koja proučava skup varijabli ili prediktora povezanih s danim subjektom te koristi sličnosti i razlike da dodijeli subjekt nekoj grupi ili razredu. Ona je statistička metoda, tj. predviđanje u koju će od dviju ili više grupa vjerojatnije pasti objekt.